# Crown Vic
Crown Vic è un film del 2019 scritto e diretto da Joel Souza e interpretato da Thomas Jane e Luke Kleintank.

## Trama
La storia ruota attorno al turno di notte di due poliziotti del Dipartimento di Polizia di Los Angeles mentre è in corso la caccia a due rapinatori che stanno seminando una scia di sangue. Il nome del film deriva dal modello di autopattuglia usato dai protagonisti, una Ford Crown Victoria Police Interceptor, la quale è considerata una leggenda tra le vetture della polizia americana.

## Distribuzione
Prima dell'uscita nelle sale il film è stato proiettato al Tribeca Film Festival il 26 aprile 2019 e al Buffalo International Film Festival il successivo 14 ottobre. La distribuzione negli Stati Uniti è iniziata l'8 novembre 2019. In Italia e in altri Paesi è uscito direttamente in versione home video.

## Critica
Il sito Rotten Tomatoes riporta il 58% di recensioni professionali con giudizio positivo e il seguente consenso critico: «Guidato da una solida prova dell'ottimo Thomas Jane, Crown Vic percorre un'impressionante quantità di chilometri dalla struttura familiare del thriller poliziesco». Il sito Metacritic assegna al film un punteggio di 47 su 100 basato su 7 recensioni, indicando un "giudizio misto".